# Emili Costa i Tomàs
Emili Costa i Tomàs (Alacant, 17 de gener de 1882 - Orleansville, 26 de març de 1939) va ser un polític i periodista valencià, fundador del Diario de Alicante, El Día i president segon de l'Agrupació Regionalista Alacantina.
Republicà i anticlerical, estudià dret a Madrid. El 1909 funda el Diario de Alicante i en 1917 va impulsar la creació a Alacant de la Lliga Antigermanòfila.
Membre, des del 1908, del Partit Radical, participà en la Junta Municipal d'Alacant en diverses ocasions i el 1935 s'integra a Unió Republicana. A la fi de la Guerra Civil va haver d'exiliar-se a Algèria on va morir al cap de poc temps.